# Sammy Newsome
Sammy Newsome (ur. 9 czerwca 1901, zm. 17 kwietnia 1970) – brytyjski kierowca wyścigowy.

## Kariera
W wyścigach samochodowych Newsome startował głównie w wyścigach samochodów sportowych. W latach 1929-1935 Brytyjczyk pojawiał się w stawce 24-godzinnego wyścigu Le Mans. W pierwszym sezonie startów odniósł zwycięstwo w klasie 1.5, a w klasyfikacji generalnej uplasował się na ósmej pozycji. Rok później powtórzył ten sukces z szóstym miejscem w klasyfikacji generalnej. W sezonie 1931 ponownie stanął na podium klasy 1.5, ale tym razem na jego najniższym stopniu. Po zwycięstwo sięgnął znów w 1932 roku. W sezonie 1934 przeniósł się do klasy 1.1, gdzie został sklasyfikowany na trzeciej pozycji.